# Magnolia odoratissima
Magnolia odoratissima là một loài thực vật có hoa trong họ Magnoliaceae. Loài này được Y.W.Law & R.Z.Zhou mô tả khoa học đầu tiên năm 1986.